# Frère Anna
Pour plus de détails, voir Fiche technique et Distribution.
Frère Anna (Ο Αδελφός Άννα, O adelphos Anna) est un film grec réalisé par Grigóris Grigoríou et sorti en 1963.
Frère Anna subit les foudres de la censure. John Norman était un journaliste britannique qui avait passé plusieurs années sur le Mont Athos. Le scénario est le résultat de son enquête suggérant abus sexuels et pédophilie (le jeune moine féminin n'est donc qu'une atténuation du propos). Les coupes furent telles que même l'intrigue de l'enfant juif caché pendant la guerre a été abondamment coupée. Le résultat est un film fragmenté, incomplet et parfois contradictoire.

## Synopsis
Des pilleurs d'antiquités, aidés par Andreas, le neveu de l'abbé, veulent dérober dans le Monastère de Dionysiou du Mont Athos la croix d'Alexandre-le-Grand, qui serait la croix utilisée par Constantin après sa conversion. Là, ils découvrent qu'un des moines est en fait une jeune femme juive, cachée par son père pendant la Seconde Guerre mondiale. Celle-ci découvre leurs projets de son côté. Elle réussit à convaincre Andreas de se repentir. Ensemble, ils font échouer les plans des voleurs.

## Fiche technique
- Titre : Frère Anna
- Titre original : Ο Αδελφός Άννα (O adelphos Anna)
- Réalisation : Grigóris Grigoríou
- Scénario : John Norman, adaptation de Grigóris Grigoríou et Panos Kontelis
- Direction artistique : Tasos Zographos
- Décors : Tasos Zographos
- Costumes : Tasos Zographos
- Photographie : Grigoris Danalis
- Son : Nikos Despotidis
- Montage : Grigóris Grigoríou
- Musique : Giorgos Katsaros
- Production :  James Paris
- Pays d'origine :  Grèce
- Langue : grec
- Format :  Noir et blanc
- Genre : Drame
- Durée : 78 minutes
- Dates de sortie : 1963

## Distribution
- Petros Fyssoun (el)
- Byron Pallis (el)
- Manos Katrakis
- Xenia Kalogeropoulou (el)

## Récompenses
- Semaine du cinéma grec 1963 (Thessalonique) : meilleur acteur